# Одье, Эдуард
Эдуард Одье (фр. Édouard Odier; 17 января 1844, Женева — 7 декабря 1919, Колоньи, кантон Женева) — швейцарский юрист, дипломат, политический и общественный деятель.

## Биография
Сын биржевого маклера. Изучал право в унидверситетах Женевы и Парижа. С 1868 года работал юристом в Женеве, был членом Большого женевского совета с 1878 по 1906 год, членом государственного Совета с 1891 по 1896 и 1900 по 1906 год, Член Национального совета Швейцарии (1897).
Член Международного комитета Красного Креста с 1874 года, представлял Швейцарию на первой конференции в Гааге в 1899 году.
Принял участие в создании швейцарской миссии в России в 1905 году, в следующем году был послом Швейцарии в Санкт-Петербурге (1906—1917). В конце 1917 года вышел в отставку по совету своего друга Гюстава Адора.